# Кругулець
Кругуле́ць — пасажирський залізничний зупинний пункт Тернопільської дирекції залізничних перевезень Львівської залізниці.
Розташований у селі Крогулець Гусятинського району Тернопільської області на лінії Копичинці — Гусятин між станціями Гусятин (14 км) та Копичинці (7 км).
Зупиняються приміські поїзди. Рух поїздів відновлено з першого вересня 2017 року.